# لوري باربيرو
لوري باربيرو (بالإنجليزية: Lori Barbero)‏ هي موسيقية أمريكية، ولدت في 27 نوفمبر 1961 في منيابولس في الولايات المتحدة.

## وصلات خارجية
- لوري باربيرو على موقع IMDb (الإنجليزية)
- لوري باربيرو على موقع ميوزك برينز (الإنجليزية)
- لوري باربيرو على موقع أول ميوزيك (الإنجليزية)
- لوري باربيرو على موقع ديسكوغز (الإنجليزية)
- لوري باربيرو على موقع قاعدة بيانات الفيلم (الإنجليزية)